# Xã Flemington, Quận Polk, Missouri
Xã Flemington (tiếng Anh: Flemington Township) là một xã thuộc quận Polk, tiểu bang Missouri, Hoa Kỳ. Năm 2010, dân số của xã này là 292 người.